# Julianne Moore
Pour les articles homonymes, voir Moore.
Julie Anne Smith, dite Julianne Moore ([ˌdʒuliˈæn mʊɹ]), née le 3 décembre 1960 à Fayetteville (Caroline du Nord), est une actrice et productrice américaine.
Julianne Moore a notamment tourné sous la direction de Steven Spielberg, de Ridley Scott, des frères Coen, de Gus Van Sant, d'Alfonso Cuarón, de Todd Haynes, de Paul Thomas Anderson ou encore de Pedro Almodóvar.
Elle est avec Juliette Binoche, Jack Lemmon et Sean Penn l'une des quatre interprètes à avoir réussi le « grand chelem », à savoir remporter un prix d'interprétation dans les trois plus grands festivals de cinéma internationaux : Cannes (2014) pour Maps to the Stars, Venise (2002) pour Loin du paradis et Berlin (2003) pour The Hours.
Elle a été nommée cinq fois aux Oscars : trois fois comme meilleure actrice et deux fois comme meilleure actrice dans un second rôle. L'Oscar de la meilleure actrice lui est finalement décerné en 2015 pour le film Still Alice.
En 2025, elle est nommée à la 39e cérémonie des Goyas dans la catégorie meilleure actrice pour le film La Chambre d'à côté.

## Biographie

### Jeunesse
De son vrai nom Julie Anne Smith, elle naît d’un père américain, le juge militaire et colonel Peter Moore Smith, et d’une mère écossaise, Anne Love, psychologue et assistante sociale à Greenock, qui émigra aux États-Unis avec sa famille en 1951.
Avant de devenir colonel, puis juge militaire, son père était parachutiste dans l'armée des États-Unis, pendant la guerre du Vietnam.
Elle a une sœur plus jeune, Valerie, et un frère né en 1965, Peter Moore Smith III. Déménageant sans cesse de base militaire en base militaire, elle vit dans près de 23 résidences entre les États-Unis et l’Allemagne. En 1979, elle passe ses premiers diplômes en Allemagne à l’American High School de Francfort-sur-le-Main. Elle reçoit plus tard son diplôme universitaire de l’école des Arts et des Lettres de l’université de Boston.
Peu populaire à l'école, elle est refusée au sein de l'équipe des cheerleaders. Avec deux amies, elle intègre ensuite un club de théâtre, où elle est encouragée par son professeur. Elle a également une passion pour la lecture.

### Débuts à Hollywood (années 1980)
Après un très bref passage à Hollywood en 1982, Julianne Moore apparaît dans une minuscule série B, Timerider : The Adventure of Lyle Swann de William Dear, elle quitte la côte californienne rapidement. Julie Anne Smith s’installe à New York en 1983 et travaille comme serveuse, tournant dans quelques publicités, avant de décrocher les rôles des jumelles Frannie et Sabrina Hugues dans le soap opera : As the World Turns. Elle gagne pour ses interprétations le Daytime Emmy Award. Elle travaille dans la série de 1985 à 1988. Avec son cachet, elle revient au théâtre, participant à un atelier dirigé par le metteur en scène expérimental Andre Gregory : elle fait partie d'une troupe répétant la pièce Oncle Vania pendant cinq ans, le spectacle résidant dans le processus de répétition. Parmi les quelques spectateurs invités, le réalisateur Robert Altman la remarque.
Pour s'inscrire à la Screen Actors Guild, elle doit changer de nom. Comme il existait déjà une actrice du nom de Julie Smith, elle choisit le prénom de Julianne, contraction de ses deux prénoms. Cependant, il existait aussi une actrice s'appelant Julianne Smith. Elle décide alors d’utiliser comme nom de famille le deuxième prénom de son père – Moore – et devient donc Julianne Moore.
À la fin des années 1980, elle fait une première apparition marquante au cinéma dans Darkside, les contes de la nuit noire puis revient dans un rôle de femme d’affaires impitoyable qui la révèlera dans La Main sur le berceau de Curtis Hanson, face à Rebecca de Mornay. Elle enchaîne les petits rôles dans une succession de films commerciaux. Elle reste néanmoins mémorable dans les deux seules scènes où elle apparaît dans le film Le Fugitif d'Andrew Davis en 1993. On la retrouve dans une comédie romantique : Benny and Joon avec Johnny Depp. C’est à cette époque qu’elle tourne l'un de ses pires films avec Body, « nanar » érotique mettant également en scène Madonna.

### Révélation critique et progression (années 1990)
Julianne Moore obtient, enfin, la faveur des critiques internationales avec le chef-d'œuvre de Robert Altman : Short Cuts en 1993. Malgré les multiples vedettes de ce film choral, son rôle de jeune femme WASP exprimant, à travers une scène de nu stupéfiante, sa part de désillusion sur l'existence, marque le public et les critiques. En 1994, elle est engagée par Louis Malle pour son dernier film, adapté d'Anton Tchekhov : le méconnu Vanya, 42e Rue. Elle alterne rapidement les grosses productions hollywoodiennes (Assassins de Richard Donner, Neuf Mois aussi de Chris Columbus et Le Monde perdu : Jurassic Park de Steven Spielberg en 1997) et les films indépendants.
Durant cette période, elle tourne, loin d'Hollywood, un petit film indépendant : Safe de Todd Haynes. Elle y incarne une femme au foyer de la middle class atteinte d’une maladie incurable. Le film est élu par le Village Voice « meilleur film de l’année 1995 ». À 35 ans, ce projet lui permet surtout d'être pour la première fois tête d'affiche.
En 1997, elle collabore une première fois avec Paul Thomas Anderson dans Boogie Nights. Elle y interprète une star du cinéma pornographique au côté de Mark Wahlberg. Sa performance lui vaut sa première nomination à l'Oscar, dans la catégorie Meilleur second rôle féminin.
L'année suivante, l'actrice s’autoparodie en femme fatale dans un film devenu culte depuis, The Big Lebowski, de Joel et Ethan Coen. Elle tourne ensuite le remake Psycho, sous la direction de Gus Van Sant.
L'année 1999 est marquée par des retrouvailles : tout d'abord, Robert Altman la sollicite à nouveau et la dirige, en compagnie de Glenn Close, dans Cookie's Fortune, une comédie noire sur l'Amérique profonde dans laquelle deux femmes camouflent le suicide de leur tante en meurtre pour éviter l'opprobre social. Puis c'est P.T. Anderson qui la dirige dans le remarqué et ambitieux film choral Magnolia. Enfin, elle partage l'affiche du mélodrame La Fin d'une liaison, de Neil Jordan, avec le Britannique Ralph Fiennes. Son interprétation lui vaut sa seconde nomination à l'Oscar, cette fois dans la catégorie meilleure actrice.
L'actrice accepte tout d'abord les projets ouvertement commerciaux qui lui sont proposés : elle accepte d'abord de reprendre le rôle de Clarice Starling (précédemment incarnée par Jodie Foster) pour la suite Hannibal, réalisée par Ridley Scott. Elle seconde ensuite David Duchovny pour la comédie de science-fiction Évolution, réalisée par Ivan Reitman. Enfin, elle partage l'affiche du mélodrame Terre Neuve, de Lasse Hallström, avec Kevin Spacey et Judi Dench. Seule exception à ces productions hollywoodiennes, son premier rôle dans le film indépendant World Traveler, réalisé par son époux à la ville, Bart Freundlich.

### Reconnaissance, puis échecs (2002-2009)

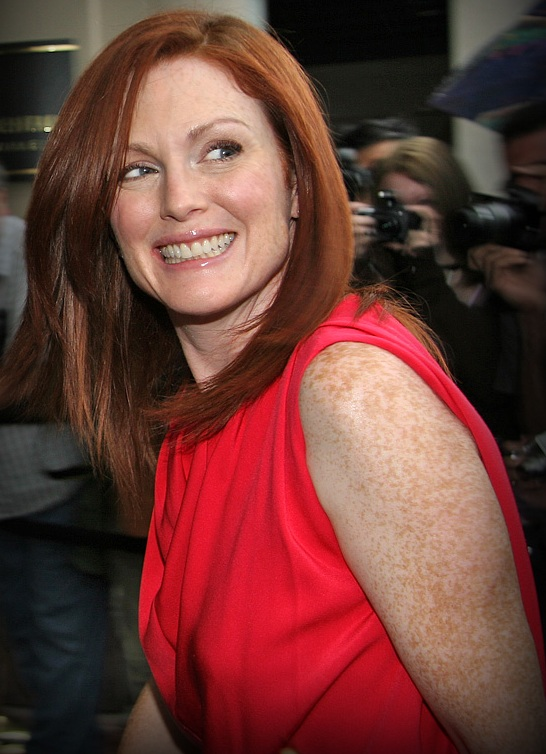
L'actrice au Festival international du film de Toronto 2008, pour la présentation de Blindness.

Puis à la Mostra de Venise 2009, pour A Single Man, de Tom Ford.

Finalement, c'est en 2002 que Julianne Moore renoue avec des projets plus ambitieux : elle partage l'affiche du très apprecié drame The Hours, de Stephen Daldry, avec Nicole Kidman et Meryl Streep. Les trois actrices se partagent l'Ours d'argent de la meilleure actrice au 53e Festival de Berlin. Puis elle retrouve Todd Haynes pour tenir le premier rôle du drame historique Loin du paradis, celui d'une femme de la middle class américaine confrontée à l'échec de son mariage, qui lui vaut sa seconde nomination à l'Oscar de la meilleure actrice. L'actrice se voit aussi décerner la Coupe Volpi de la meilleure interprète au 59e Festival de Venise en 2002. Quant au long-métrage, il est lui-même classé parmi les 1000 plus grands films américains selon le New York Times et élu par le Village Voice « film de l'année ».
En 2004, elle défend trois projets qui passent inaperçus : tout d'abord, elle est la tête d'affiche de la comédie dramatique indépendante Marie and Bruce, qu'elle co-produit également. Puis elle s'essaie à la comédie romantique hollywoodienne avec Une affaire de cœur, dont elle partage l'affiche avec Pierce Brosnan. Enfin, elle est la vedette du thriller fantastique d'horreur Mémoire effacée, de Joseph Ruben. Un flop critique et commercial.
Cette mauvaise passe se prolonge : en 2005, elle retrouve David Duchovny pour la comédie romantique indépendante Chassé-croisé à Manhattan, devant la caméra de Bart Freundlich. Elle est ensuite la tête d'affiche du biopic à moyen budget, The Prize Winner of Defiance, Ohio, de Jane Anderson, qui lui permet de livrer un portrait de femme forte. Elle partage ensuite l'affiche du thriller La Couleur du crime avec Samuel L. Jackson. Ces trois films sont des flops critiques et commerciaux, et ne sont même pas distribués en France. Selon Imdb, l’actrice frôle même de peu une nomination aux Razzie Awards pour son interprétation catastrophique dans cette dernière production.
En 2006, elle tient un second rôle réduit (trois scènes seulement), mais remarquable dans l'ambitieux thriller de science-fiction Les Fils de l'homme, réalisé par le Mexicain Alfonso Cuarón.
En mars de la même année, à 45 ans, elle fait ses débuts à Broadway dans la pièce de David Hare : The Vertical Hour. Mise en scène par Sam Mendes, la pièce dépeint la vie d'une femme mûre et meurtrie. Après avoir soutenu l'intervention américaine en Irak, cette dernière réalise la tragédie le désastre humain que la situation a engendrés.
L'année 2007 est contrastée : elle seconde Nicolas Cage, tête d'affiche d'un autre thriller de science-fiction, Next, réalisé par le néo-zélandais Lee Tamahori. Mais elle retrouve aussi Todd Haynes pour un second rôle dans son acclamé biopic expérimental de Bob Dylan, I'm Not There. Elle y interprète une chanteuse folk inspirée de Joan Baez.
Moore poursuit alors dans un cinéma indépendant lui permettant de défendre successivement des rôles de quinquagénaires fortes. En 2008, elle est la tête d'affiche du drame britannique Savage Grace. Le film raconte la vie et la mort atroce de Barbara Daly Baekeland : ses névroses, sa dépression et surtout sa relation incestueuse avec son fils Antony, incarné par le jeune Eddie Redmayne. Enfin, l'actrice tient le premier rôle du drame de science-fiction Blindness, réalisé par le Brésilien Fernando Meirelles.
En 2009, elle fait partie du casting de femmes réunies par Rebecca Miller pour son remarqué film indépendant Les Vies privées de Pippa Lee. Puis elle partage l'affiche du drame à petit budget A Single Man avec Colin Firth. Il s'agit du premier essai en tant que réalisateur du styliste Tom Ford. Enfin, elle joue les femmes bourgeoises trompées pour une plus jeune pour les besoins du thriller psychologique Chloé, filmé par le Canadien Atom Egoyan.
Fin 2009, elle devient l'égérie de la marque Bulgari.
Les années 2010 vont lui permettre de poursuivre cette renaissance créative.

### Consécration et tête d'affiche du cinéma indépendant (années 2010)

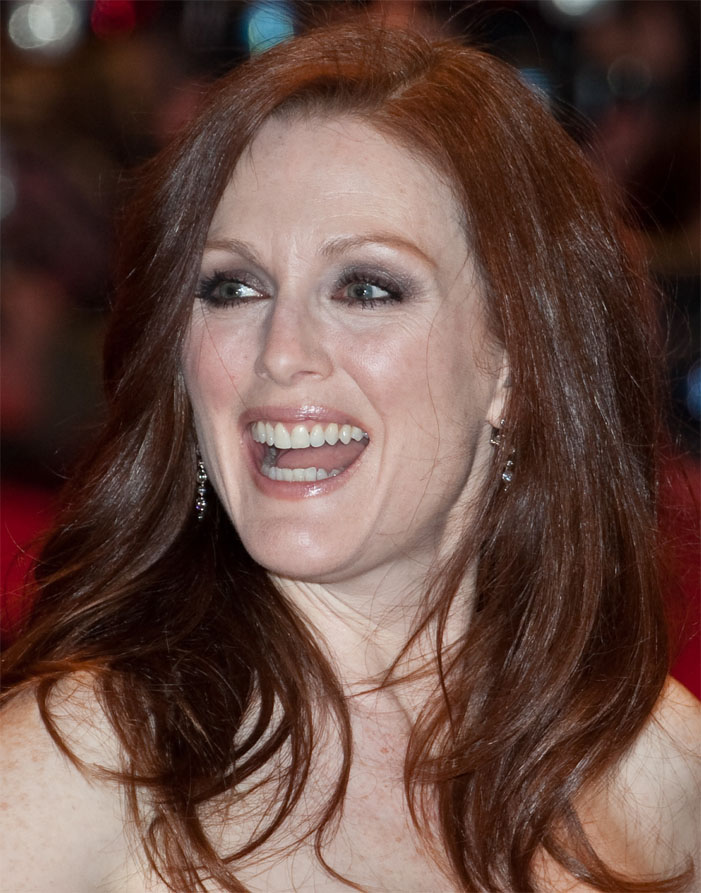
L'actrice à la Berlinale 2010, pour la première de Tout va bien ! The Kids Are All Right.

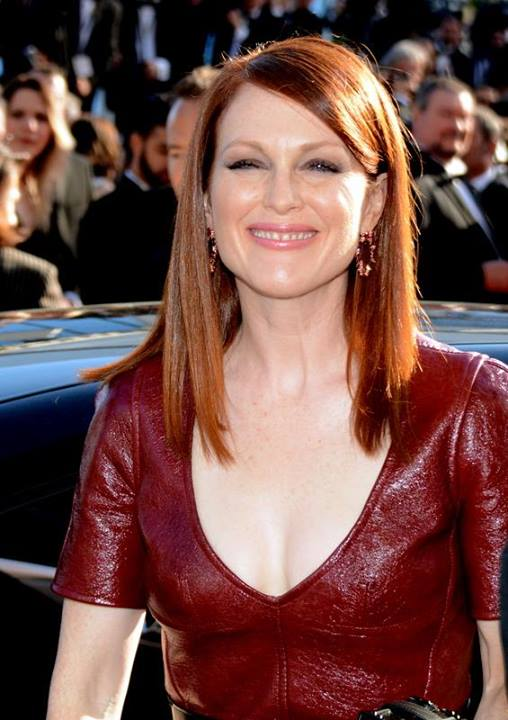
Puis au Festival de Cannes 2014, pour la présentation de Maps to the Stars.

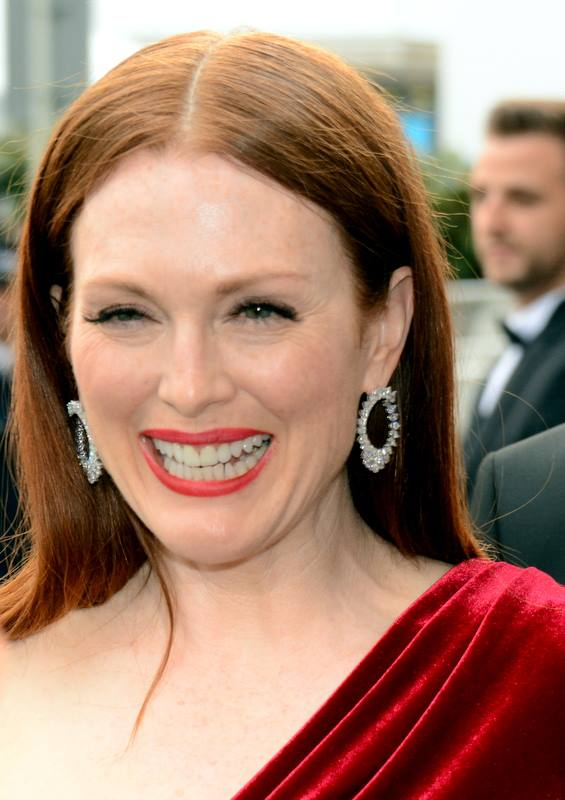
L'actrice au Festival de Cannes 2015 pour Still Alice.

Tout d'abord, elle forme un couple avec Annette Bening dans la comédie dramatique indépendante à petit budget, Tout va bien ! The Kids Are All Right, coécrite et réalisée par Lisa Cholodenko. La réception critique très positive du long-métrage éclipse le flop du thriller surnaturel Le Silence des ombres, dont elle partage l'affiche avec Jonathan Rhys-Meyers.
En 2011, elle est au casting de la comédie à succès Crazy, Stupid, Love, aux côtés de Steve Carell - dans le rôle de son mari - et Emma Stone - dans celui de sa fille. Parallèlement, elle impressionne en prêtant ses traits à la candidate républicaine Sarah Palin pour l'adaptation de Game Change, un livre qui relate les élections présidentielles de 2008 aux États-Unis. Le téléfilm, diffusé en mars 2012 par la chaîne HBO lui vaut le Golden Globe de la meilleure actrice dans une mini-série ou un téléfilm. La même année, elle devient l'une des égéries de la firme française L'Oréal.
Ses trois autres films sortis cette année, trois productions indépendantes - Monsieur Flynn - dont elle partage l'affiche avec Robert De Niro - et What Maisie Knew (avec Steve Coogan) et la romance The English Teacher, dont elle tient le rôle-titre - passent en revanche inaperçues.
Elle renoue en 2013 avec des seconds rôles dans des productions commerciales : dans le remake Carrie : La Vengeance, où elle seconde la jeune Chloë Grace Moretz ; puis le film d'action Non-Stop, porté par Liam Neeson. Elle accepte aussi de participer à la comédie romantique noire Don Jon, premier long-métrage en tant que réalisateur de Joseph Gordon-Levitt.
C'est David Cronenberg qui lui permet de livrer une performance d'une grande intensité dramatique avec la satire Maps to the Stars, où elle incarne une actrice quinquagénaire dans le creux de la vague, névrosée, ivre de reconnaissance et prisonnière d'une relation aussi destructrice qu'incestueuse avec sa mère, ex-star de cinéma plus adulée qu'elle. Moore obtient le Prix d'interprétation féminine au 67e Festival de Cannes en 2014.
Elle enchaîne avec le premier rôle féminin d'un autre projet acclamé par la critique, le drame indépendant Still Alice. Sa performance de femme atteinte de la maladie d'Alzheimer lui vaut pour la première fois l'Oscar de la meilleure actrice. Elle décroche aussi le Golden Globe, le SAG Award et le BAFTA.
Elle enchaîne alors avec des seconds rôles de luxe dans des franchises hollywoodiennes : la tétralogie Hunger Games, où elle incarne la Présidente Alma Coin, ou encore la trilogie Kingsman, réalisée par Matthew Vaughn. Seul ratage, sa participation au film fantastique Le Septième Fils, qui lui permettait de retrouver Jeff Bridges.
Parallèlement, elle tente aussi de confirmer avec des films indépendants : en 2015, elle joue de nouveau une quinquagénaire frappée par la maladie pour le drame Free Love, de Peter Sollett ; en 2016, elle retrouve la réalisatrice Rebecca Miller pour un petit rôle dans sa comédie dramatique indépendante Maggie a un plan, porté par la valeur montante Greta Gerwig. En 2017, Todd Haynes la dirige de nouveau dans l'expérimental Le Musée des Merveilles. Enfin, elle donne la réplique à Matt Damon, pour les besoins de la satire Bienvenue à Suburbicon, sixième réalisation de la star George Clooney.
L'année 2018 lui permet d'être la tête d'affiche de deux films indépendants de cinéastes dont elle a déjà croisé la route : Bel Canto, de Paul Weitz, puis Gloria, de Sebastián Lelio.
En 2019, elle seconde Tom Kalin[pas clair], titulaire du rôle-titre du thriller The Woman in the Window, réalisé par Joe Wright. Par ailleurs, Bart Freundlich la dirige dans le drame indépendant After the Wedding.
Lors de la Mostra de Venise 2022 elle préside le jury international.
En 2024, Julianne Moore interprète le rôle d'Ingrid dans le film La Chambre d'à côté de Pedro Almodóvar, rejoignant ainsi le cercle fermé des Chicas Almodóvar, actrices ayant tourné avec le cinéaste espagnol.

## Vie privée

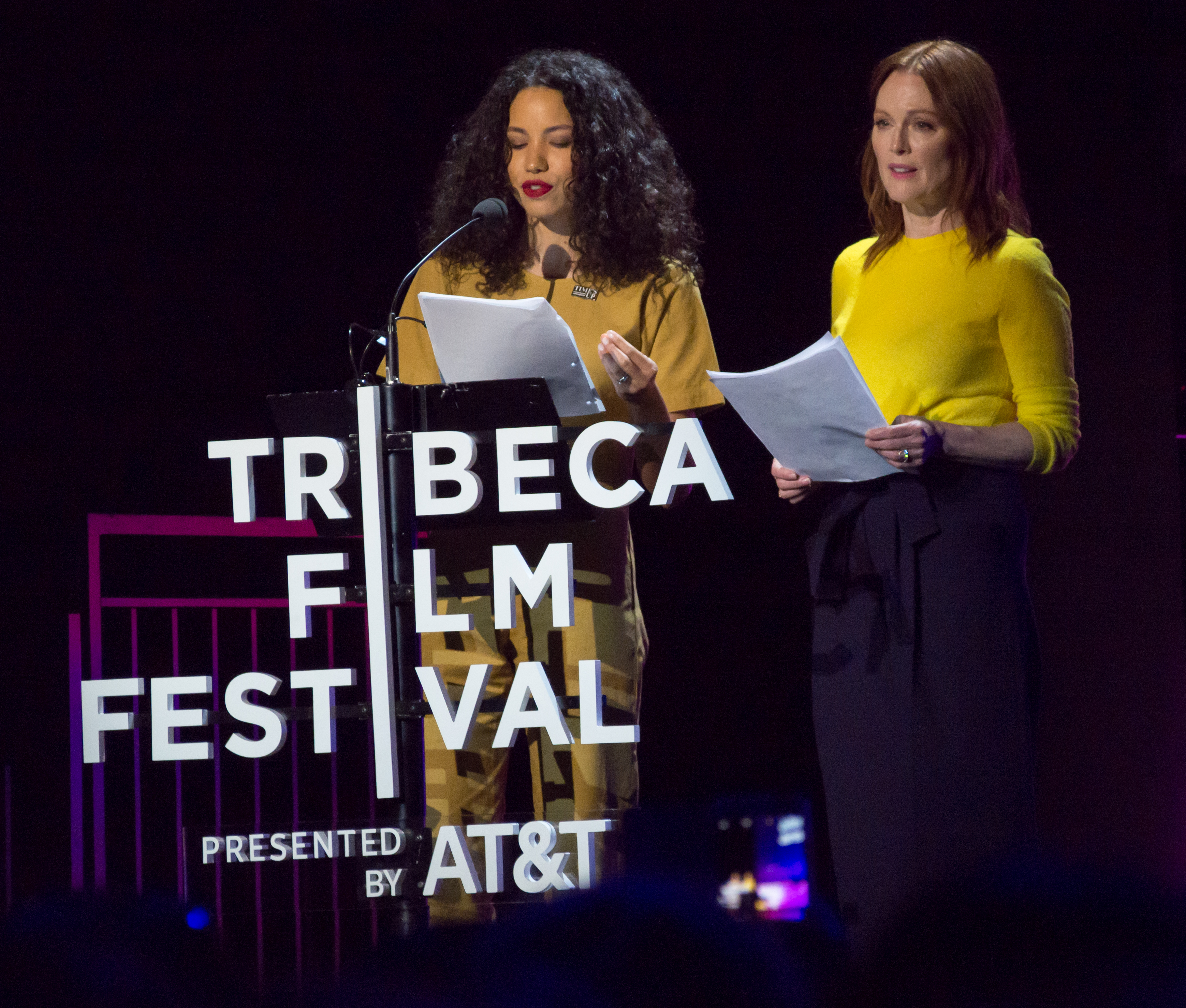
L'actrice aux côtés de sa collègue Jurnee Smollett au Festival du film de Tribeca 2018, pour le mouvement Time's Up.

Julianne Moore a été mariée deux fois. Une première fois avec John Gould Rubin (1986-1995), puis avec le réalisateur Bart Freundlich (depuis 1996) avec qui elle a tourné plusieurs fois et a eu deux enfants : un fils, Caleb Freundlich (4 décembre 1997), et une fille, Liv Helen Freundlich (7 avril 2002). Dans Chassé-croisé à Manhattan en 2006, elle a tourné sous la direction de son mari et avec son propre fils.
Militante très engagée contre la politique de George W. Bush, elle a soutenu ouvertement la candidature de John Kerry lors de l'élection de 2004, puis celle de Barack Obama pour les élections de 2008 et 2012. Elle milite par ailleurs activement en faveur du mariage homosexuel aux États-Unis. En janvier 2017, elle participe à la Women's march.
Le 11 décembre 2005, elle a présenté avec Salma Hayek la soirée annuelle de remise du prix Nobel de la paix à Oslo en Norvège.
Depuis 2002, elle utilise régulièrement sa notoriété afin de venir en aide aux enfants victimes de la sclérose tubéreuse de Bourneville.
Lors de la campagne pour l'élection présidentielle américaine de 2016, elle soutient Hillary Clinton.
Lors de la campagne pour l'élection présidentielle américaine de 2024, elle soutient Kamala Harris.

### Perspectives de carrière
Dans un entretien au magazine Parade fin 2007, Julianne Moore aurait parlé de son désir de commencer une nouvelle carrière : « Depuis mon adolescence, j'ai toujours adoré écrire. Je désire me lancer dans une carrière littéraire, c'est un souhait qui me tient vraiment à cœur. Écrire est une activité que l'on peut faire par soi-même, sans aucune intervention extérieure, au contraire du métier d'actrice qui ne peut se faire que dans le cadre d'une collaboration. »
En octobre 2007, elle écrit un premier livre pour enfants, Freckleface Strawberry, l’histoire d’une petite fille rousse qui tente de combattre les préjugés des autres enfants face à sa couleur de cheveux (et de peau) si particulière.
Malgré de telles déclarations, l’actrice a continué à tourner pour la télévision jusqu'en 2012 et poursuit sa carrière au cinéma.
Enchaînant des films d'auteurs et les films commerciaux, elle est parvenue, pour Vanity Fair, « à ce que son corps ne soit jamais un objet sexuel. Juste un outil de travail », à la différence d'actrices comme Sharon Stone ou Kim Basinger, « cataloguée[s] comme sex kitten ». Elle « s'expose beaucoup plus en acceptant des rôles risqués de femmes fragilisées, blessées, complexes, en proie à la maladie (Safe et Still Alice, qui lui vaut un Oscar en 2015) ou à la solitude tapie derrière les apparences, comme dans le premier film de Tom Ford, A Single Man ».
En février 2025, Freckleface Strawberry, le livre pour enfants de Julianne Moore, est retiré des écoles du Département de la défense des États-Unis dans le cadre d’une politique de restriction menée par l’administration de Donald Trump. L’actrice, fille d’un vétéran, déplore cette censure qu’elle juge contraire à la liberté d’expression.

## Filmographie

### Cinéma

#### Années 1990
- 1990 : Darkside : Les Contes de la nuit noire (Tales from the Darkside: The Movie), segment Lot 249 de John Harrison : Susan
- 1992 : La Main sur le berceau (The Hand That Rocks the Cradle), de Curtis Hanson : Marlene Craven
- 1992 : Un flingue pour Betty Lou (The Gun in Betty Lou's Handbag) d'Allan Moyle : Elinor
- 1993 : Body (Body of Evidence) d'Uli Edel : Sharon Dulaney
- 1993 : Benny and Joon de Jeremiah Chechik : Ruthie
- 1993 : Le Fugitif (The Fugitive) d'Andrew Davis : Dr Anne Eastman
- 1993 : Short Cuts de Robert Altman : Marian Wyman
- 1994 : Vanya, 42e rue (Vanya, 42nd Street) de Louis Malle : Yelena
- 1995 : Assassins de Richard Donner : Electra
- 1995 : Safe de Todd Haynes : Carol White
- 1995 : Un ménage explosif (Roommates), de Peter Yates : Beth Holzcek
- 1995 : Neuf mois aussi (Nine Months) de Chris Columbus : Rebecca Taylor
- 1996 : Surviving Picasso de James Ivory : Dora Maar
- 1997 : Le Monde perdu : Jurassic Park (The Lost World: Jurassic Park), de Steven Spielberg : Sarah Harding
- 1997 : Boogie Nights de Paul Thomas Anderson : Amber Waves
- 1997 : Back Home (The Myth of Fingerprints) de Bart Freundlich : Mia
- 1997 : Chicago Cab de Mary Cybulski et John Tintori : la femme angoissée
- 1998 : The Big Lebowski de Joel et Ethan Coen : Maude Lebowski
- 1998 : Welcome to Hollywood de Tony Markes et Adam Rifkin : elle-même
- 1998 : Psycho de Gus Van Sant : Lila Crane
- 1999 : Cookie's Fortune de Robert Altman : Cora Duvall
- 1999 : Une carte du monde (A Map of the World) de Scott Elliott : Theresa Collins
- 1999 : Un mari idéal (An Ideal Husband) d'Oliver Parker : Laura Cheveley
- 1999 : Magnolia de Paul Thomas Anderson : Linda Partridge
- 1999 : La Fin d'une liaison (The End of the Affair) de Neil Jordan : Sarah Miles

#### Années 2000
- 2000 : Un homme à femmes (The Ladies Man) de Reginald Hudlin : Audrey
- 2001 : Hannibal de Ridley Scott : Clarice Starling
- 2001 : World Traveler de Bart Freundlich : Dulcie
- 2001 : Évolution (Evolution), d'Ivan Reitman : Allison Reed
- 2001 : Terre Neuve (The Shipping News) de Lasse Hallström : Wavey Prowse
- 2002 : The Hours de Stephen Daldry : Laura Brown
- 2002 : Loin du paradis (Far From Heaven) de Todd Haynes : Cathy Whitaker
- 2004 : Marie and Bruce de Tom Cairns : Marie (également productrice déléguée)
- 2004 : Une affaire de cœur (The Laws of Attraction) de Peter Howitt : Audrey Woods
- 2004 : Mémoire effacée (The Forgotten) de Joseph Ruben : Telly Paretta
- 2005 : Chassé-croisé à Manhattan (Trust the Man) de Bart Freundlich : Rebecca Pollack
- 2005 : The Prize Winner of Defiance, Ohio de Jane Anderson : Evelyn Ryan
- 2006 : La Couleur du crime (Freedomland) de Joe Roth : Brenda Martin
- 2006 : Les Fils de l'homme (Children of Men) d'Alfonso Cuarón : Julian
- 2007 : Next de Lee Tamahori : Callie Ferris
- 2007 : I'm Not There de Todd Haynes : Alice Fabian
- 2008 : Savage Grace de Tom Kalin : Barbara Baekeland
- 2008 : Blindness de Fernando Meirelles : la femme du médecin
- 2009 : Les Vies privées de Pippa Lee (The Private Lives of Pippa Lee) de Rebecca Miller : Kat
- 2009 : A Single Man de Tom Ford : Charley
- 2009 : Chloé (Chloe) d'Atom Egoyan : Catherine Stewart

#### Années 2010
- 2010 : Tout va bien ! The Kids Are All Right (The Kids Are All Right) de Lisa Cholodenko : Jules
- 2010 : Elektra Luxx de Sebastian Gutierrez : Virgin Mary
- 2010 : Le Silence des ombres (Shelter) de Måns Mårlind et Björn Stein : Cara Harding
- 2011 : Crazy, Stupid, Love de Glenn Ficarra et John Requa : Emily Weaver
- 2012 : Monsieur Flynn (Being Flynn) de Paul Weitz : Jody Flynn
- 2012 : What Maisie Knew de Scott McGehee et David Siegel : Susanna
- 2012 : The English Teacher de Craig Zisk : Linda Sinclair
- 2013 : Carrie : La Vengeance (Carrie) de Kimberly Peirce : Margaret Brigham White
- 2013 : Don Jon de Joseph Gordon-Levitt : Esther
- 2014 : Maps to the Stars de David Cronenberg : Havana Segrand
- 2014 : Hunger Games : La Révolte, partie 1 (The Hunger Games: Mockingjay, part 1) de Francis Lawrence : la Présidente Alma Coin
- 2014 : Le Septième Fils (The Seventh Son) de Sergueï Bodrov : mère Malkin
- 2014 : Non-Stop de Jaume Collet-Serra : Jen Summers
- 2014 : Still Alice de Richard Glatzer et Wash Westmoreland : Dr Alice Howland
- 2015 : Free Love de Peter Sollett : Laurel Hester
- 2015 : Hunger Games : La Révolte, partie 2 (The Hunger Games: Mockingjay, part 2) de Francis Lawrence : la Présidente Alma Coin
- 2016 : Maggie a un plan (Maggie's Plan) de Rebecca Miller : Georgette
- 2017 : Kingsman : Le Cercle d'or (Kingsman: The Golden Circle) de Matthew Vaughn : Poppy Adams
- 2017 : Le Musée des merveilles (Wonderstruck) de Todd Haynes : Liliane Mayhew / Rose âgée
- 2017 : Bienvenue à Suburbicon (Suburbicon) de George Clooney : Rose / Margaret Lodge
- 2018 : Bel Canto de Paul Weitz : Roxanne Cross
- 2018 : Gloria Bell de Sebastián Lelio : Gloria Bell
- 2019 : Après le mariage (After the wedding) de Bart Freundlich : Theresa

#### Années 2020
- 2020 : The Glorias de Julie Taymor : Gloria Steinem
- 2021 : La Femme à la fenêtre (The Woman in the Window) de Joe Wright : Katherine "Katie" Melli
- 2021 : Spirit : L'Indomptable (Spirit Untamed) d'Elaine Bogan : Cora Prescott (voix)
- 2021 : When You Finish Saving the World de Jesse Eisenberg : Evelyn
- 2021 : Cher Evan Hansen (Dear Evan Hansen) de Stephen Chbosky : Heidi Hansen
- 2023 : Sharper de Benjamin Caron : Madeline
- 2023 : May December de Todd Haynes : Gracie Atherton-Yoo
- 2024 : La Chambre d'à côté (The Room Next Door) de Pedro Almodóvar : Ingrid
- 2025 : Control de Robert Schwentke
- 2025 : Echo Valley de Michael Pearce : Kate Garrett

### Télévision

#### Séries télévisées
- 1984 : The Edge of Night : Carmen Engler (épisode 393)
- 1985-2010 : As the World Turns : Frannie Hughes (19 épisodes entre 1985 et 1987 et 1 épisode en 2010)
- 1987 : À nous deux, Manhattan (I'll Take Manhattan) : India West
- 1990 : Un privé nommé Stryker (B.L. Stryker) : Tina (Saison 2, épisode 5 : High Rise)
- 2009-2013 : 30 Rock de Tina Fey : Nancy Donovan (7 épisodes entre 2009 et 2013)
- 2021 : Histoire de Lisey (Lisey's Story) de Pablo Larraín : Lisey Landon (8 épisodes)
- 2024 : Mary and George : Mary Villiers, Comtesse de Buckingham (7 épisodes)
- 2025 : Sirens : Michaela Kell (5 épisodes)

#### Téléfilms
- 1989 : Money, Power, Murder., de Lee Philips : Peggy Lynn Brady
- 1991 : The Last to Go de John Erman : Marcy
- 1991 : Détective Philippe Lovecraft (Cast a Dead Spell), de Martin Campbell : Connie Stone
- 2011 : A Child's Garden of Poetry d'Amy Schatz : la narratrice (voix)
- 2012 : Game Change de Jay Roach : Sarah Palin

## Distinctions

### Récompenses

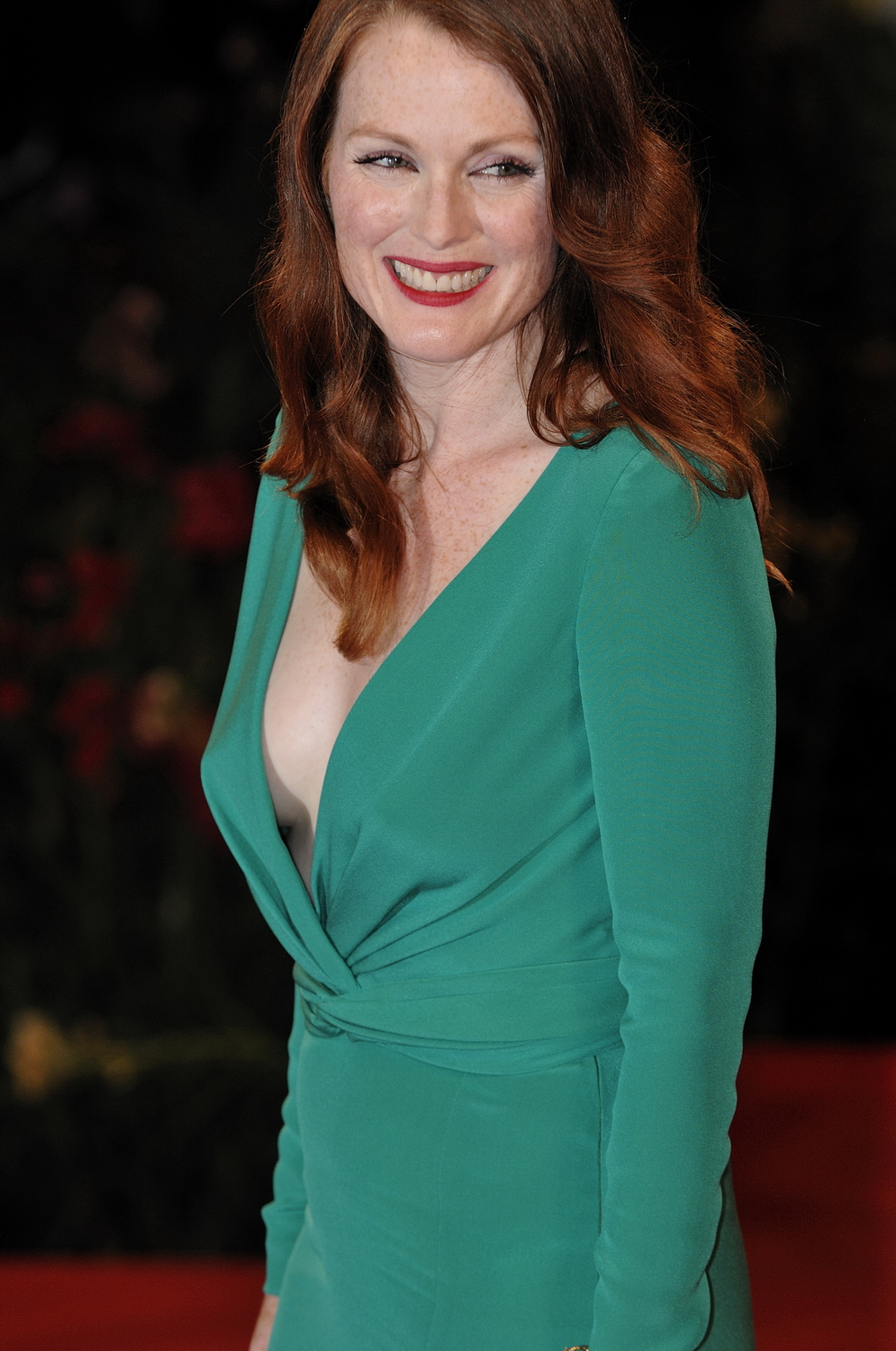
L'actrice à la Mostra de Venise 2009, pour A Single Man.

- Satellite Awards 1998 : meilleure actrice dans un second rôle dans un film dramatique pour Boogie Nights
- Mostra de Venise 2002 : Coupe Volpi pour la meilleure interprétation féminine pour Loin du paradis
- Berlinale 2003 : Ours d'argent de la meilleure actrice pour The Hours
- Festival du film de Hollywood 2009 : Meilleure actrice dans un second rôle pour A Single Man
- Satellite Awards 2012 : meilleure actrice dans une mini-série ou un téléfilm pour Game Change
- Golden Globes 2013 : meilleure actrice dans une mini-série ou un téléfilm pour Game Change
- Festival de Cannes 2014 : prix d'interprétation féminine pour Maps to the Stars
- Festival international du film de Catalogne 2014 : meilleure actrice pour Maps to the Stars
- Festival du film de Hollywood 2014 : meilleure actrice pour Still Alice
- Gotham Awards 2014 : meilleure actrice pour Still Alice
- National Board of Review Awards 2014 : meilleure actrice pour Still Alice
- Washington D.C. Area Film Critics Association Awards 2014 : meilleure actrice pour Still Alice
- Women Film Critics Circle Awards 2014 : meilleure actrice pour Still Alice
- British Academy Film Awards 2015 : Meilleure actrice pour Still Alice
- Golden Globes 2015 : Meilleure actrice dans un film dramatique pour Still Alice
- Screen Actors Guild Awards 2015 : Meilleure actrice pour Still Alice
- Oscar du cinéma 2015 : Meilleure actrice pour Still Alice

### Nominations
- Golden Globes 1998 : meilleure actrice dans un second rôle pour Boogie Nights
- Oscars du cinéma 1998 : meilleure actrice dans un second rôle pour Boogie Nights
- Satellite Awards 1999 : meilleure actrice dans un second rôle dans un film musical ou une comédie pour The Big Lebowski
- BAFTA Awards 2000 : meilleure actrice pour La Fin d'une liaison
- Golden Globes 2000 :
  - Meilleure actrice dans un film dramatique pour La Fin d'une liaison
  - Meilleure actrice dans un film musical ou une comédie pour Un mari idéal
- Oscars du cinéma 2000 : meilleure actrice pour La Fin d'une liaison
- Satellite Awards 2000 : meilleure actrice dans un second rôle dans un film musical ou une comédie pour Un mari idéal
- BAFTA Awards 2003 : meilleure actrice dans un second rôle pour The Hours
- Golden Globes 2003 : meilleure actrice dans un film dramatique pour Loin du paradis
- Oscars du cinéma 2003 :
  - Meilleure actrice pour Loin du paradis
  - Meilleure actrice dans un second rôle pour The Hours
- Satellite Awards 2003 :
  - Meilleure actrice dans un film dramatique pour Loin du paradis
  - Meilleure actrice dans un second rôle dans un film dramatique pour The Hours
- Satellite Awards 2005 : meilleure actrice dans un film dramatique pour The Prize Winner of Defiance, Ohio
- Golden Globes 2010 : meilleure actrice dans un second rôle pour A Single Man
- Satellite Awards 2010 : meilleure actrice dans un film musical ou une comédie pour Tout va bien ! The Kids Are All Right
- BAFTA Awards 2011 : meilleure actrice pour Tout va bien ! The Kids Are All Right
- Golden Globes 2011 : meilleure actrice dans un film musical ou une comédie pour Tout va bien ! The Kids Are All Right
- Golden Globes 2015 : meilleure actrice dans un film musical ou une comédie pour Maps to the Stars
- Golden Globes 2024 : meilleure actrice dans un second rôle pour May December

## Voix francophones
En France, Ivana Coppola est la voix française régulière de Julianne Moore. Rafaèle Moutier et Déborah Perret l'ont doublée à douze et huit reprises. Cécile Paoli et Isabelle Gardien l'ont également doublée à cinq et quatre reprises.
Au Québec, Marie-Andrée Corneille est la voix québécoise régulière de l'actrice.

## Publication
- Maman n'est pas d'ici, Steinkis, 2014